# Sis dies d'Hamburg
Els Sis dies d'Hamburg era una cursa de ciclisme en pista, de la modalitat de sis dies, que es corria a Hamburg (Alemanya). Només es van disputar una edició.

## Palmarès
| Any  | Primers                  | Segons                        | Tercers                       |
| ---- | ------------------------ | ----------------------------- | ----------------------------- |
| 1911 | Franz Suter · Paul Suter | Willi Marx · Fritz Stellbrink | Fritz Althof · Rudolf Rüdiger |